# Kelszosz
Kelszosz 2. században, kb. 178 körül élt élt görög gondolkodó, aki kétségbe vonta a kereszténység és a Biblia állításait.
Kelszosz Hadrianus császár kortársa, Órigenész állítása szerint epikureus filozófus volt.
A 175 és 181 közt keletkezett, Igaz szó művében a keresztény tanításokat támadta. A keresztények szemére vette, hogy külön megváltásra számítanak. Kelszosz szerint Isten mindenki számára elérhető, nem tesz különbséget keresztények és nem keresztények között. Ennek ellenére a keresztények mégis önfejű csoportokba gyülekeznek.